# A Happening of Monumental Proportions
 A Happening of Monumental Proportions es una película estadounidense de comedia dramática dirigida por Judy Greer y protagonizada por Allison Janney y Common. Producida por Chris y Paul Weitz, la película es el debut como directora de Greer. Fue estrenada el 21 de septiembre de 2018 por Great Point Media. 

## Sinopsis
Los administradores de una escuela primaria se apresuran para esconder un cadáver el Día de las Profesiones. 

## Reparto
| Actor                 | Personaje                   | Descripción                          |
| --------------------- | --------------------------- | ------------------------------------ |
| Allison Janney        | Directora Nichols           |                                      |
| Katie Holmes          | Paramédica # 1              |                                      |
| Jennifer Garner       | Nadine                      | Asistente de Daniel y esposa de Bob. |
| Bradley Whitford      | Arthur Schneedy             | Jefe de Daniel.                      |
| John Cho              | Sr. Ramírez                 | Maestro.                             |
| Common                | Daniel Crawford             | Padre de Patricia.                   |
| Anders Holm           | Christian McRow             |                                      |
| Storm Reid            | Patricia Crawford           | Hija de Daniel.                      |
| Rob Riggle            | Vicedirector Ned Pendlehorn |                                      |
| Nat Faxon             | Paramédico # 2              |                                      |
| Kumail Nanjiani       | Representante de HR Perry   |                                      |
| Keanu Reeves          | Bob                         |                                      |
| Jessica Mikayla Adams | Jamie                       |                                      |

## Recepción
A Happening of Monumental Proportions recibió reseñas generalmente negativas de parte de la crítica y de la audiencia. En el sitio web especializado Rotten Tomatoes, la película posee una aprobación de 29%, basada en 24 reseñas, con una calificación de 4.2/10", mientras que de parte de la audiencia tiene una aprobación de 51%, basada en más de 50 votos, con una calificación de 3.5/5.
El sitio web Metacritic le dio a la película una puntuación de 35 de 100, basada en 9 reseñas, indicando "reseñas generalmente desfavorables". En el sitio IMDb los usuarios le asignaron una calificación de 4.9/10, sobre la base de 1019 votos.